# Gary Charles
Gary Charles (* 13. April 1970 in London) ist ein ehemaliger englischer Fußballspieler.

## Karriere

### Nottingham Forest (1987–1993)
Der 18-jährige Gary Charles debütierte in der Football League First Division 1988/89 für Nottingham Forest. Von März bis Mai 1989 spielte er auf Leihbasis für den Zweitligisten Leicester City und bestritt acht Ligaspiele. Nach einer weiteren Saison mit nur einem Ligaspiel für Forest, kam Charles in der Rückrunde der First Division 1990/91 zehnmal für Nottingham zum Einsatz. Der Tabellenachte zog dank eines 4:0 im Halbfinale über West Ham United ins Finale des FA Cup 1990/91 ein. Der bereits in dieser Partie eingesetzte Charles wurde von Trainer Brian Clough auch im Finale dem erfahreneren Brian Laws vorgezogen und spielte über die volle Distanz. Forest verlor die Partie jedoch mit 1:2 nach Verlängerung gegen die Tottenham Hotspur und verpasste somit den ersten Titel in diesem Wettbewerb seit 1959. Bereits zu Beginn des Spiels war Charles von Tottenham-Star Paul Gascoigne heftig gefoult worden. Der anschließende Freistoß führte zur Führung durch Stuart Pearce und Gascoigne musste verletzt das Spielfeld verlassen. Die Saison 1991/92 absolvierte Gary Charles als Stammspieler und zog im Ligapokal 1991/92 bereits in sein zweites Finale ein. Forest trat im Finale gegen Manchester United an und verlor die Partie durch einen frühen Treffer von Brian McClair mit 0:1. Im Verlauf der Premier League 1992/93 setzte Brian Clough wieder verstärkt auf Brian Laws als rechten Verteidiger und Gary Charles bestritt lediglich vierzehn Ligaspiele. Forest stieg am Saisonende aus der ersten Liga ab und Charles verließ den Verein.

### Derby County (1993–1995)
Am 29. Juli 1993 wechselte er für £750.000 zum Zweitligisten Derby County und bestritt die Saison 1993/94 als Stammspieler (43 Ligaspiele/1 Tor). Derby beendete die Saison als Sechster und verpasste in den anschließenden Play-offs den Aufstieg. Gary Charles wurde am Saisonende ins PFA Team of the Year der zweiten Liga gewählt. Nach weiteren achtzehn Einsätzen in der Hinrunde der Saison 1994/95 wechselte er am 6. Januar 1995 für £1.450.000 zum Erstligisten Aston Villa.

### Aston Villa (1995–1999)
Mit seiner neuen Mannschaft erreichte Charles (16 Spiele) als Achtzehnter knapp den Klassenerhalt. Deutlich besser agierte die Mannschaft mit ihm als Stammspieler in der Premier League 1995/96 als Tabellenvierter. Gesteigert wurde dieser Erfolg durch den Gewinn des Ligapokal 1995/96. Villa bezwang im Finale Leeds United mit 3:0 und gewann damit zum fünften Mal diesen Wettbewerb. Die anschließende Saison 1996/97 verpasste Charles verletzungsbedingt vollständig. Nach weiteren 1½ Jahren und neunundzwanzig Ligaspielen wechselte er am 14. Januar 1999 zu Benfica Lissabon.

### Benfica Lissabon (1999)
Benfica wurde seit 1997 vom schottischen Trainer Graeme Souness betreut, der zuvor bereits u. a. Michael Thomas, Mark Pembridge und Dean Saunders von der Insel verpflichtet hatte. Benfica beendete die Saison 1998/99 lediglich als Dritter hinter dem FC Porto und Boavista Porto und trennte sich in der Hinrunde der Primeira Liga 1999/2000 von Souness. Damit endete auch der Portugalaufenthalt von Gary Charles und den anderen britischen Spielern.
Charles wechselte daraufhin zu West Ham United, kam jedoch verletzungsbedingt bis Juni 2002 nur in fünf Ligaspielen zum Einsatz, ehe er seine Karriere vorzeitig beenden musste.

### Englische Nationalmannschaft (1991)
Am 8. Juni 1991 debütierte der 21-jährige Gary Charles in der englischen Nationalmannschaft beim 2:0-Sieg in Neuseeland. Vier Tage später bestritt er beim 4:2-Erfolg in Malaysia sein zweites Länderspiel. Nach der Länderspielreise in Ozeanien und Asien setzte Nationaltrainer Graham Taylor wieder auf Lee Dixon als rechten Verteidiger und Gary Charles bestritt kein weiteres Länderspiel.

### Trainer- und Funktionärstätigkeiten
Zeitweise war Charles für Roy Keane bei dessen Stationen bei AFC Sunderland und Ipswich Town sowie für Sean Dyche beim FC Burnley unterstützend bei der Spielerverpflichtung tätig. Ab Oktober 2011 war er als Trainerassistent von David Holdsworth bei Lincoln City tätig, das Engagement endete bereits nach fünf Monaten wieder. Anschließend übernahm er eine Aufgabe im Sportprogramm der University of Nottingham und war dort als Direktor für Fußball tätig. Ende März 2018 verpflichtete der Non-League-Football-Klub Nuneaton Borough ihn als Cheftrainer. Bereits im Sommer folgte ihm Nicky Eaden auf dem Trainerposten des Klubs.

## Titel und Erfolge
- FA-Cup-Finalist: 1991 (1:2 n. V. gegen die Tottenham Hotspur)
- Ligapokalfinalist: 1992 (0:1 gegen Manchester United)
- Ligapokalsieger: 1996 (3:0 gegen Leeds United)